# Blaževo
Blaževo (Servisch cyrillisch Блажево) is een plaats in de Servische gemeente Brus. De plaats telt 183 inwoners (2002).